# Due fuori pista
Due fuori pista (Ur spår) è un film del 2022 diretto da Mårten Klingberg.

## Trama
Presa dalla disperazione, una madre single decide di partecipare insieme al fratello perfettino alla gara sciistica Vasaloppet.

## Distribuzione
Il film è stato distribuito in Svezia al cinema il 28 gennaio 2022 e globalmente sulla piattaforma Netflix a partire dal 16 novembre 2022.